# والیبال لیگ ملت‌های زنان ۲۰۲۳
لیگ ملت‌های والیبال زنان ۲۰۲۳ پنجمین دوره رقابت‌های سالیانه لیگ ملت‌های والیبال زنان است. نسخه ۲۰۲۳ از ۳۰ می تا ۱۶ ژوئن ۲۰۲۳ برگزار شد، مرحله نهایی این مسابقات در شهر آرلینگتون در ایالات متحده آمریکا برگزار شد.
ترکیه در فینال سه بر یک چین را شکست داد و برای نخستین بار قهرمان لیگ ملت‌ها شد. لهستان در رده بندی با شکست دادن آمریکا (میزبان) نخستین مدال خود در این رقابت ها را دریافت کرد.